# Orchidarium Estepona
El Orchidarium Estepona también denominado como orquidiario Estepona es un invernadero especializado en orquídeas de unas 1000 m² de extensión que se encuentra en el municipio de Estepona, provincia de Málaga, en la comunidad autónoma de Andalucía, España.
Se encuentra incluido en el parque botánico-orquidario.

## Historia
El sábado 28 de marzo de 2015 se inauguró el parque botánico-orquidario de la ciudad de unos 13 000 metros cuadrados que se construyó en los antiguos terrenos de la cooperativa agrícola, cuenta con un orquidiario, un itinerario botánico, un escenario con 140 metros cuadrados o una cascada entre otras proyecciones que se encuentra en pleno casco antiguo en la céntrica calle Terraza. 
El proyecto del parque botánico y del orquidario ha sido realizado por un equipo multidisciplinar, si bien el edificio del orquidiario es obra de los arquitectos Fernando Gómez Huete y Gustavo Gómez Huete. El Orquidario cuenta con una superficie de 1000 m², un volumen interior de 15 000 m³ aproximadamente, un conjunto de tres cúpulas de vidrio entre las que hay que destacar la mayor, que alcanza una altura interior de 30 metros y resulta ser una de las más altas de España.
En su interior se pueden descubrir miles de especies de orquídeas que sorprenderán a los visitantes así como un importante espacio semisoterrado que alberga recorridos entre vegetación y agua. Este espacio está presidido por la cúpula principal y por tres elementos de gran potencia volumétrica que conforman un juego de agua en cascadas de 17 metros de altura.

## Colecciones
Alberga una colección de diversas especies de orquídeas, con una sección de orquídeas miniaturas que presentan un tamaño más pequeño del habitual.
El orchidarium alberga un ejemplar del raro Amorphophallus titanum, que tiene la peculiaridad de florecer solamente durante tres días cada 40 años y tuvo una espectacular floración el 15 de marzo de 2017.
El agua juega aquí un papel ornamental de primer orden con tres cascadas en diversas alturas que hace como manantial de un río que mantienen la humedad ambiental en el jardín botánico, necesaria para el bienestar de las plantas exhibidas.

El orquidario de Estepona
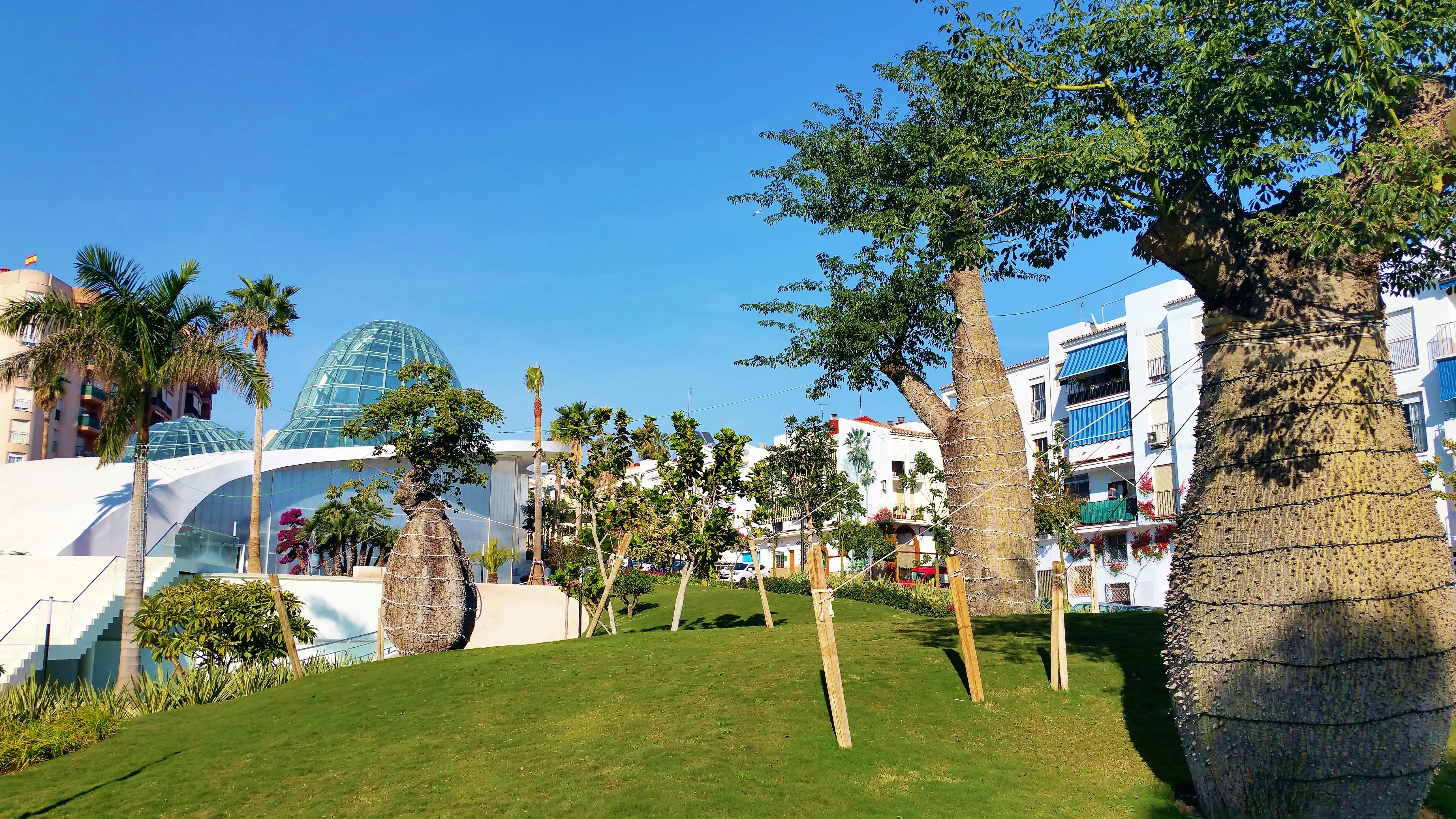
El Orquidario en invierno.
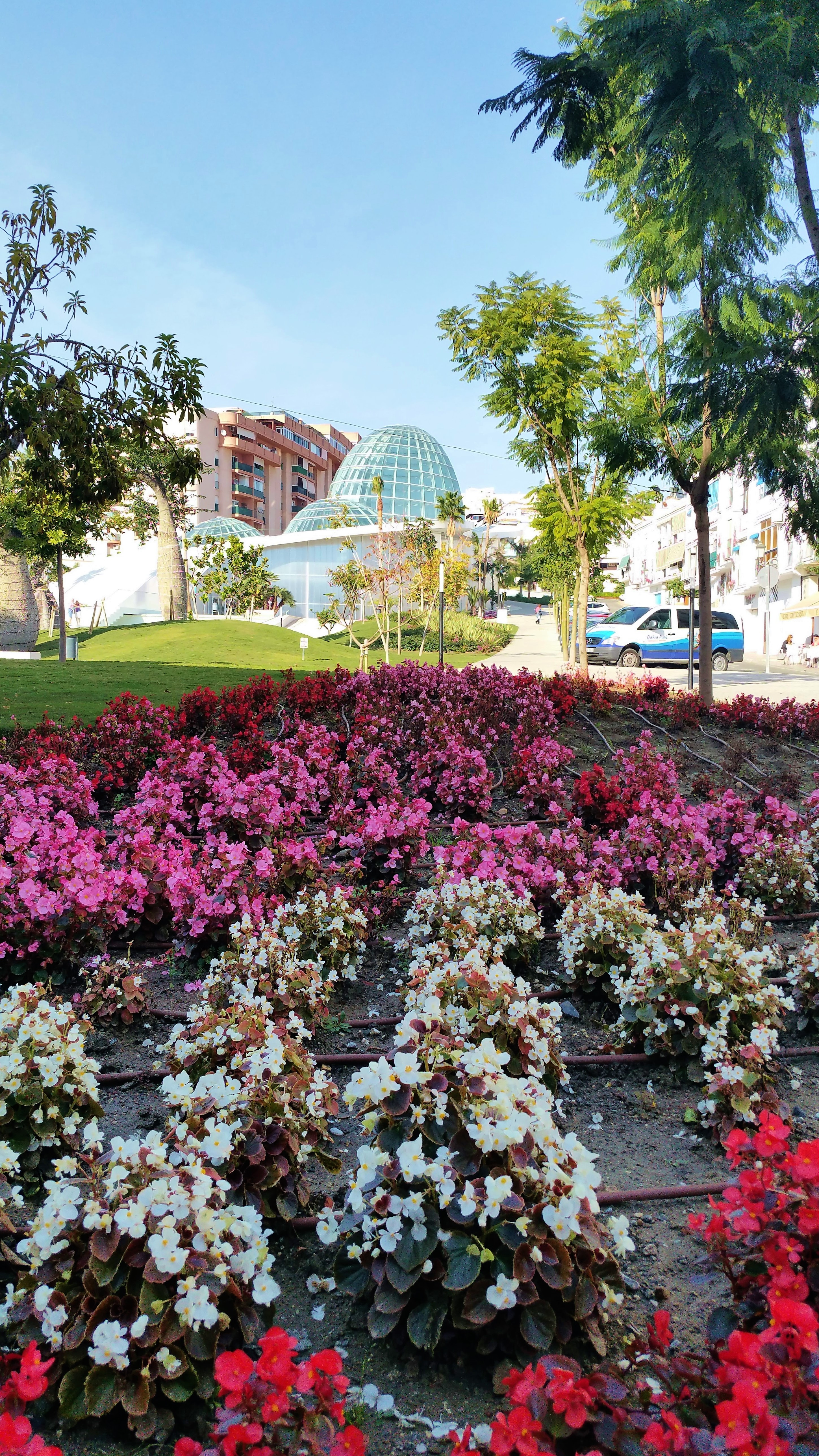
El Orquidario en primavera.
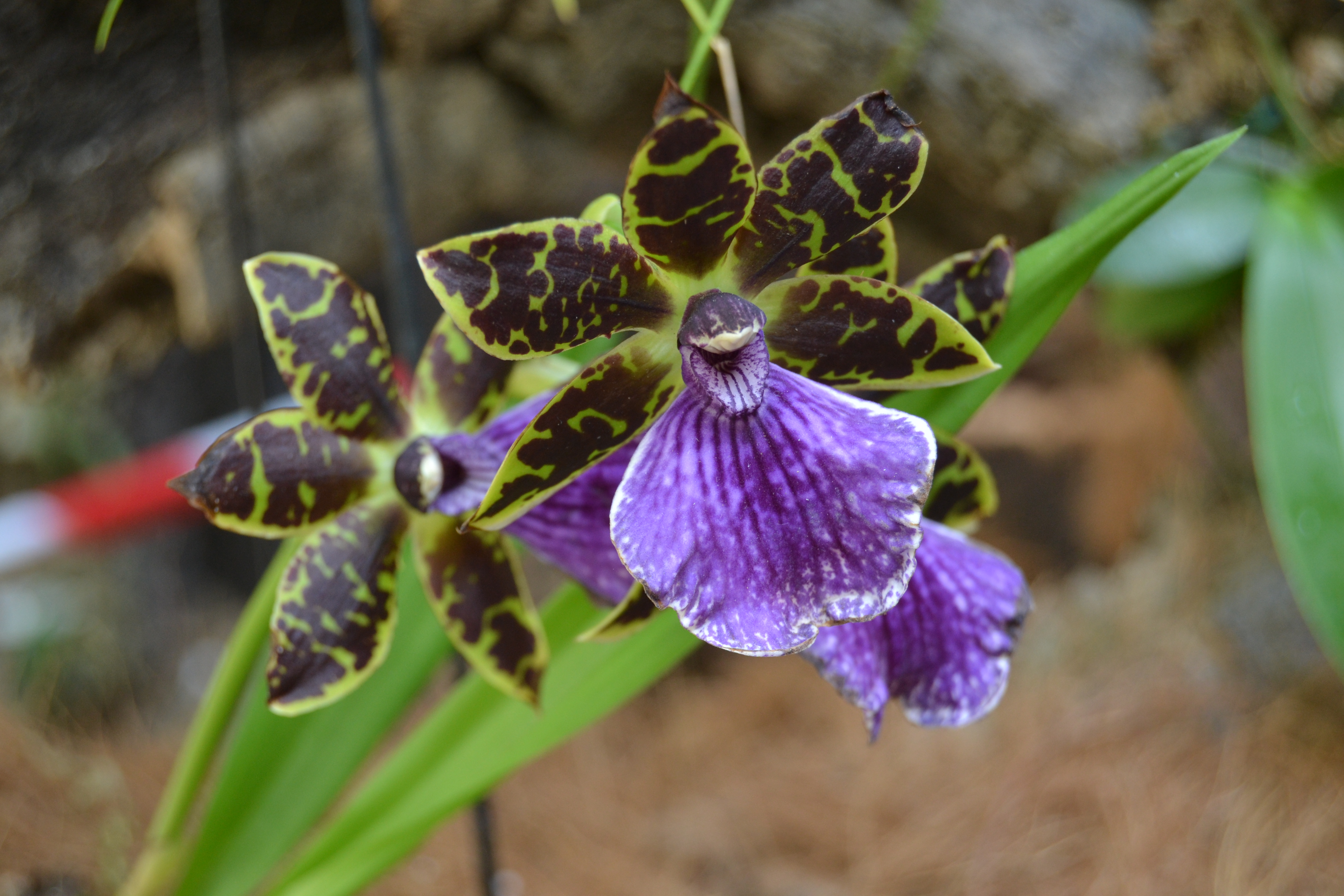
Especie en el Orquidario.
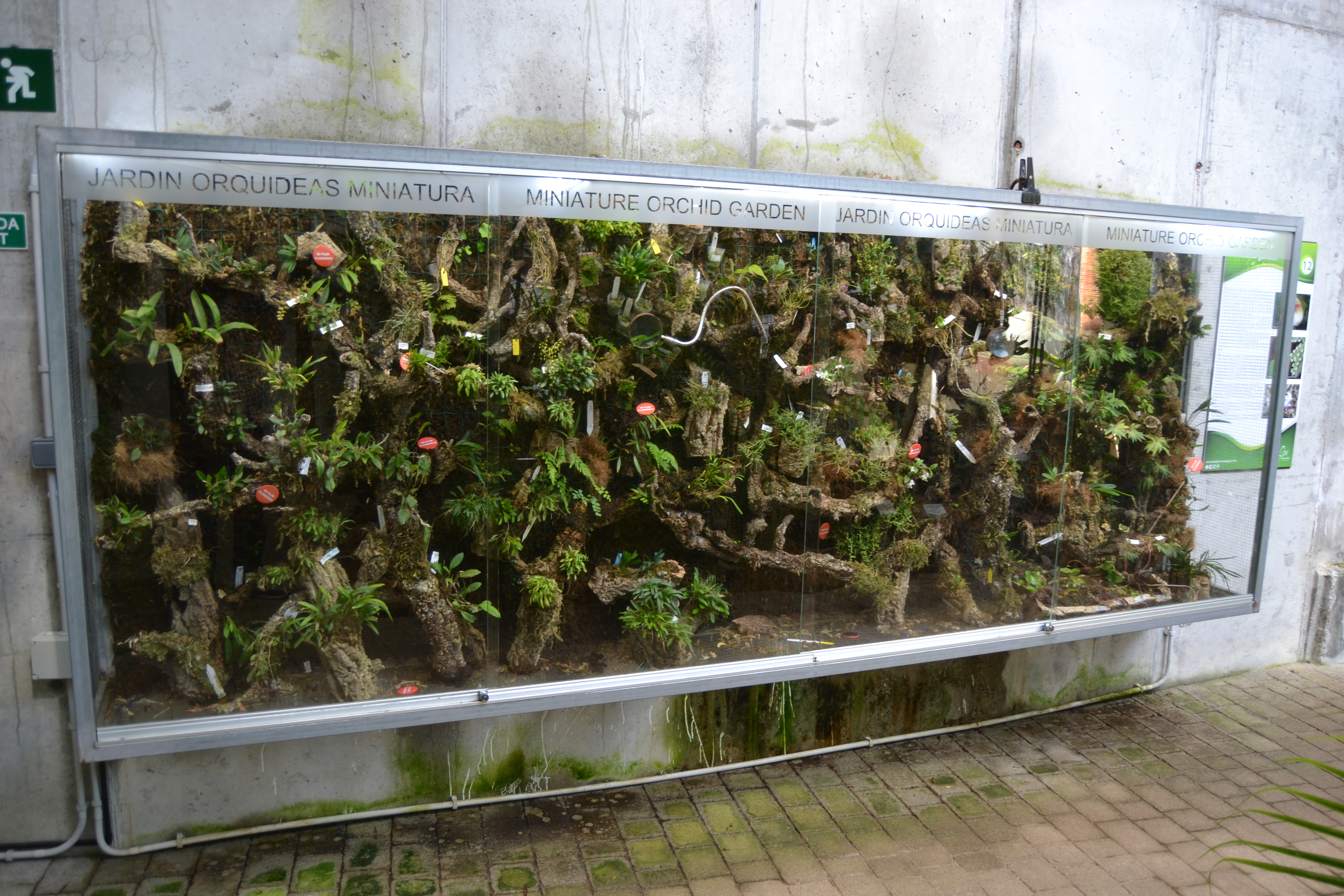
Exhibición de orquídeas miniatura.
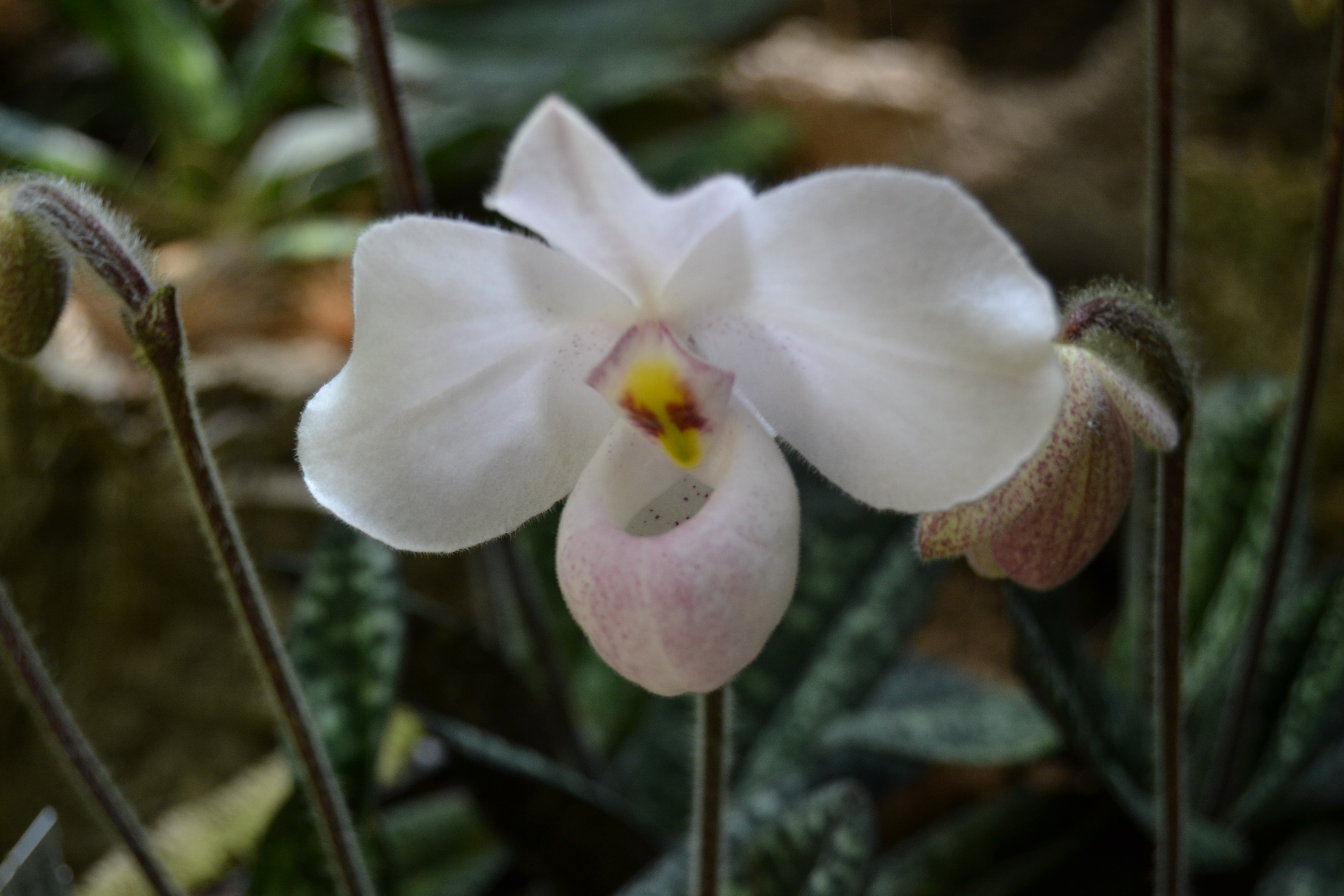
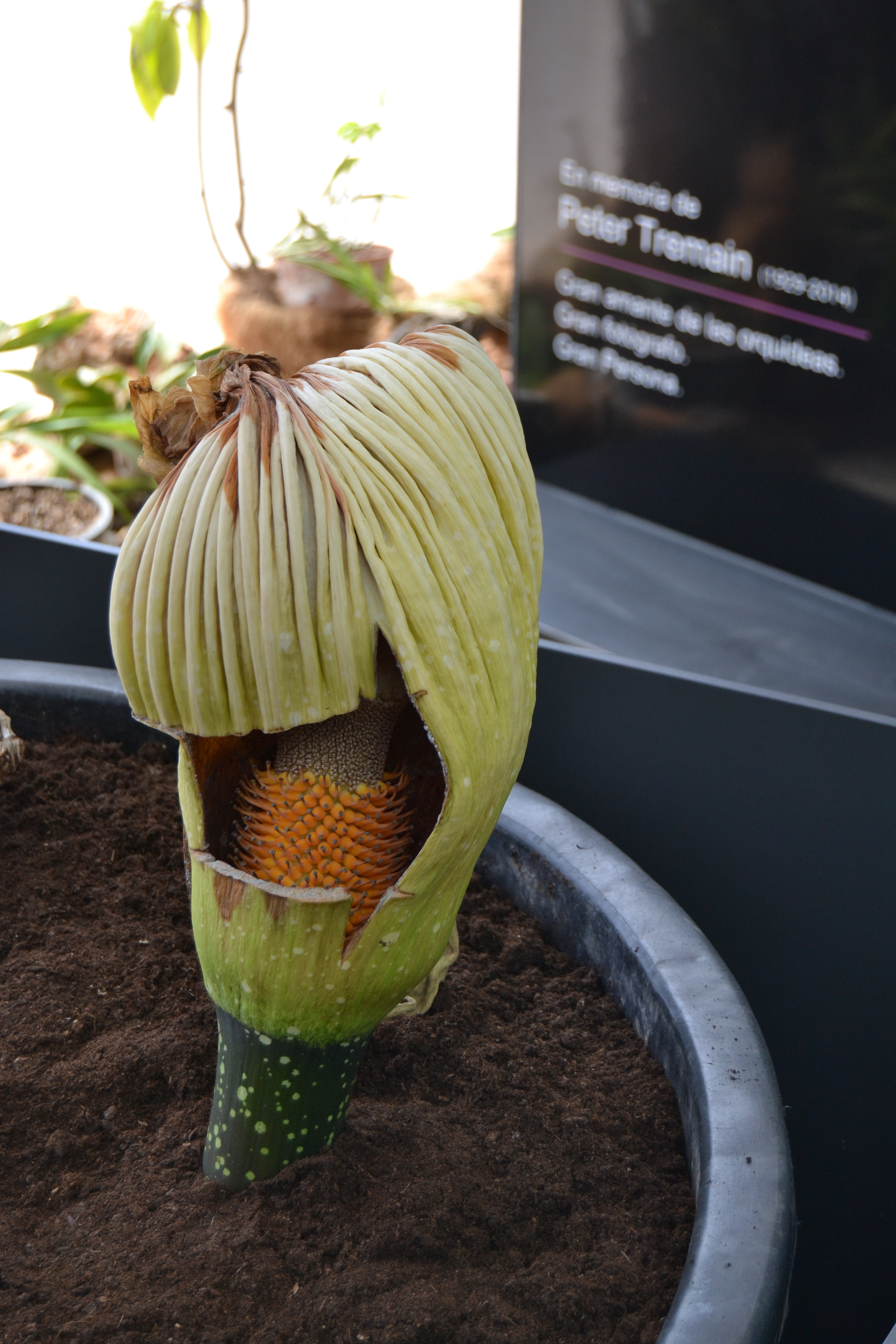
La flor de Amorphophallus titanum.